# Kopalnia Węgla Kamiennego Uljanowskaja
Kopalnia Węgla Kamiennego Uljanowskaja (ros. Ульяновская) – jedna z najnowocześniejszych kopalń w Kuźnieckim Zagłębiu Węglowym (Kuzbasie) znajdująca się w okolicach miasta Nowokuźnieck w rosyjskim obwodzie kemerowskim na Syberii. Jest ona eksploatowana od października 2002 roku.

## Katastrofa w kopalni
19 marca 2007 roku w kopalni doszło do wybuchu metanu. W wyniku tej katastrofy według potwierdzonych danych zginęło 106 górników (stan na dzień 20 marca). Jest to największa katastrofa górnicza w historii Rosji. Dotychczas najtragiczniejsze skutki miał wybuch metanu 2 grudnia 1997 roku w kopalni Zyrianowskaja w obwodzie kemerowskim – wówczas zginęło 67 górników.